# Zadný Gerlach
Zadný Gerlach est l'un des pics de la principale crête des Hautes Tatras qui appartient aux montagnes des Carpates occidentales. Il culmine à 2 616 mètres d'altitude. Il est souvent considéré comme un pic secondaire du Gerlachovský štít.

## Histoire
La première ascension fut réalisée par Janusz Chmielowski et J. Wala en 1895. Sur ses flancs du côté de la vallée de Batizovská sont encore visibles les restes d'un avion militaire tchécoslovaque tombé en 1944. 